# 阿邦库尔 (摩泽尔省)
阿邦库尔（法語：Aboncourt，法語發音：[abɔ̃kuʁ]；洛林法兰克语：Ewendoorf；洛林语：Aubonco）是法国摩泽尔省的一个市镇，属于蒂永维尔区。

## 地理
阿邦库尔（49°15'38"N, 6°20'49"E）面积5.9 平方千米，位于法国大東部大區摩泽尔省，该省份为法国东北部内陆省份，是洛林的一部分，西南接默尔特-摩泽尔省，东临下莱茵省，北与卢森堡和德国接壤。
与阿邦库尔接壤的市镇（或旧市镇、城区）包括：贝特兰维尔、埃贝尔斯维莱、翁堡-比当日、吕唐日、圣于贝尔。
阿邦库尔的时区为UTC+01:00、UTC+02:00（夏令时）。

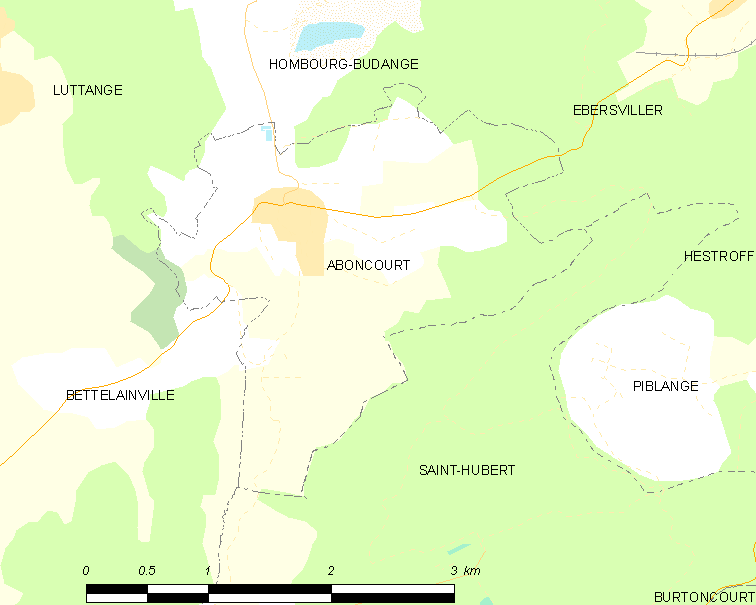
阿邦库尔的OSM定位图

## 行政
阿邦库尔的邮政编码为57920，INSEE市镇编码为57001。

## 政治
阿邦库尔所属的省级选区为梅采维斯县。

## 人口

1962-2008年间阿邦库尔人口变化图示

阿邦库尔于2022年1月1日时的人口数量为318人。